# Lesueurigobius
Lesueurigobius és un gènere de peixos de la família dels gòbids i de l'ordre dels perciformes.

## Morfologia
- Nombre de vèrtebres: 27.
- Cos amb escates.[2]

## Taxonomia
- Gobi d'escates (Lesueurigobius friesii) (Malm, 1874)[3]
- Lesueurigobius heterofasciatus (Maul, 1971)[4]
- Lesueurigobius koumansi (Norman, 1935)[5]
- Lesueurigobius sanzi (de Buen, 1918)[6]
- Lesueurigobius suerii (Risso, 1810)[7][8][9][10][11][12][13]